# Naturschutzgebiet Ahretalsystem
Das Naturschutzgebiet Ahretalsystem ist ein 35,76 ha großes Naturschutzgebiet (NSG) südwestlich von Züschen. Das Gebiet wurde 2008 mit dem Landschaftsplan Winterberg durch den Hochsauerlandkreis als NSG ausgewiesen. Das NSG-Gebiet ist seit 2000 Teil des 2249 ha großen FFH-Gebietes Hallenberger Wald (DE 4817-301). 

## Beschreibung
Das NSG besteht aus dem Talbereich der Ahre und drei Nebentälern. Das NSG umfasst die Tallagen mit ihrem Grünland und einigen kleineren Waldbereichen. Das Grünland wird meist mit Rindern beweidet. Neben Nassgrünland am Talgrund befinden sich Magerweiden am Talhang im NSG.
Der Bachlauf der Ahre führt ab der Quelle bis zur Züschener Ortslage Kranbuche durchs NSG. Das Ahretalsystem stellt mit seinen Quellbächen ein hervorragendes Beispiel für besonders strukturreiche Mittelgebirgs-Bachtäler dar, teilweise mit großflächig extensiv genutztem Grünland in der Bachaue. In Hangbereichen des NSG herrschen Magerweiden vom Typ der artenreichen Rotschwingelweide, in Bachnähe wertvolles Feucht- und Nassgrünland vor. Viele der Wiesen im NSG werden extensiv mit Rindern nach Vorgaben des Kultur-Landschafts-Pflege-Programms des Hochsauerlandkreises beweidet. Die Bäche im Naturschutzgebiet mäandrieren weitgehend naturnah. An den Auenkanten, teilweise auch bachbegleitend gibt es vielfach Ufer- und Kleingehölze sowie alte Einzelbäume und Gebüschriegel. An den Oberläufen der Bäche fallen mehrere kleine, altholzreiche Buchen-Fichtenbestände in Bachnähe auf. Im Bereich der „Junkern Ahre“ und der „Schweinsjohanns Ahre“, befinden sich größere jüngere Rotfichtenbestände in den Auen die zur Herstellung der ursprünglichen, durchgehenden Grünlandnutzung der Bachauen, laut Landschaftsplan, entfernt werden sollen.
Floristisch hervorzuheben ist das Massenvorkommen der Perücken-Flockenblume auf ausgedehnten Magergrünland an der „Großen Ahre“. Mit mehreren Tausend Individuen stellt dieses Vorkommen eines der bedeutendsten, in Nordrhein-Westfalen, dieser Art dar. Insgesamt stellt das Talsystem der Ahre ein äußerst vielfältiges und artenreiches Vegetationsmosaik aus Feuchtgrünland und Magerweiden dar. Es kommen zahlreicher gefährdeter Tier- und Pflanzenarten vor. Der hochgradig schutzwürdige Biotopkomplex montaner Prägung ist daher zusammen mit dem nahegelegenen Walsbach-, Berkmecke-, -Brembach- und Haumecketal, von herausragender Bedeutung für Nordrhein-Westfalen.

## Schutzzweck
Das NSG soll die Bäche und die Aue mit seinem Arteninventar schützen. Wie bei allen Naturschutzgebieten in Deutschland wurde in der Schutzausweisung darauf hingewiesen, dass das Gebiet „wegen der Seltenheit, besonderen Eigenart und Schönheit des Gebietes“ zum Naturschutzgebiet erklärt wurde.